# Модейл (Айова)
Модейл (англ. Modale) — місто (англ. city) в США, в окрузі Гаррісон штату Айова. Населення — 273 особи (2020).

## Географія
Модейл розташований за координатами 41°37′5″ пн. ш. 96°0′43″ зх. д. / 41.61806° пн. ш. 96.01194° зх. д. (41.618193, -96.012020).  За даними Бюро перепису населення США в 2010 році місто мало площу 2,72 км², уся площа — суходіл.

## Демографія
Згідно з переписом 2010 року, у місті мешкали 283 особи в 116 домогосподарствах у складі 74 родин. Густота населення становила 104 особи/км².  Було 146 помешкань (54/км²).
Расовий склад населення:
| - 98,2 % — білих - 0,7 % — корінних американців - 0,7 % — азіатів |

До двох чи більше рас належало 0,4 %. Частка іспаномовних становила 0,4 % від усіх жителів.
За віковим діапазоном населення розподілялося таким чином: 25,8 % — особи молодші 18 років, 58,3 % — особи у віці 18—64 років, 15,9 % — особи у віці 65 років та старші. Медіана віку мешканця становила 40,5 року. На 100 осіб жіночої статі у місті припадало 92,5 чоловіків;  на 100 жінок у віці від 18 років та старших — 92,7 чоловіків також старших 18 років.
Середній дохід на одне домашнє господарство  становив 51 084 долари США (медіана — 51 167), а середній дохід на одну сім'ю — 56 590 доларів (медіана — 53 250). За межею бідності перебувало 20,1 % осіб, у тому числі 31,5 % дітей у віці до 18 років та 20,6 % осіб у віці 65 років та старших.
Цивільне працевлаштоване населення становило 157 осіб. Основні галузі зайнятості: освіта, охорона здоров'я та соціальна допомога — 16,6 %, будівництво — 15,3 %, роздрібна торгівля — 13,4 %, фінанси, страхування та нерухомість — 12,7 %.